# Операция «Люттих»
Операция «Люттих» (нем. Unternehmen Lüttich — Операция «Льеж», Lüttich — немецкое название бельгийского города Льеж, где в первые дни Первой мировой войны в августе 1914 немцы одержали победу) — кодовое название немецкого контрнаступления во время операции «Оверлорд», произошедшего на американские позиции недалеко от Мортена с 7 по 13 августа. Данное наступление упоминается в английской и американской историографии как Контрнаступление под Мортеном (англ. Mortain counter-offensive).
Приказ о начале операции отдал Адольф Гитлер с целью парировать успехи, достигнутые 1-й армией США во время операции «Кобра» и в последующие недели. Гитлер поставил перед немецкими войсками задачу пробиться к атлантическому берегу в районе Авранша и приблизиться к полуострову Котантен, а также отрезать части 3-й армии США, которые достигли Бретани.
Основной ударной силой немцев был XLVII танковый корпус с двумя танковыми дивизиями СС и две танковые дивизии Вермахта. Хотя они и достигли некоторых успехов на начальном этапе против VII корпуса США, вскоре они были остановлены, а авиация союзников нанесла тяжёлые потери наступающим войскам, и в конечном итоге было уничтожено около половины танков, которые принимали участие в наступлении Несмотря на то, что бой возле Мортена продолжался около шести дней, американцы вернули себе инициативу уже в первый день контрнаступления.
Шансов на успех данной операции было мало из-за нехватки сил у немцев и в особенности ввиду подавляющего превосходства союзной авиации в воздухе. Нехватка бронетанковых резервов привела к катастрофе: союзники обошли ударную группировку с юга, и фронт к востоку от неё рухнул, в результате чего многие немецкие части в Нормандии оказались в ловушке.

## Военно-оперативная ситуация
25 июля 1944 года через шесть недель после высадки союзных войск в Нормандии американские войска под командованием Омара Брэдли начали наступление под кодовым названием Операция «Кобра», которое прорвало немецкую оборону недалеко от Сен-Ло. Почти вся западная часть германского фронта в Нормандии рухнула, и уже 1 августа американцы заняли Авранш. После взятия города и захвата неповреждённого моста в Понтобо, союзники «завернули за угол»; из-за нехватки сил растянутый немецкий фронт уже не мог дальше укрепляться напротив моря на своих западных концах, и американские войска смогли продвинуться на запад и на юг, в Бретань. В этот же день 3-я армия США под командованием Джорджа Паттона начала наступление. Несмотря на немецкие воздушные атаки на мост в Понтобо, Паттон переправил по нему не менее семи дивизий в течение трёх дней, и части его армии начали продвижение на порты Бретани, почти не встречая сопротивления.
30 июля 2-я британская армия начала наступление под кодовым названием «Блукоут» на восточном фланге американских войск. Большая часть немецких танковых резервов перебрасывались на запад, чтобы остановить прорыв американцев.. Между тем, армии США продолжали свои атаки с целью расширить коридор возле Авранша. Хотя немцы и удержали жизненно важные развязки у Вира, 3 августа американский VII корпус под командованием генерал-лейтенанта Дж. Лоутона Коллинза захватили Мортен (31 км к востоку от Авранша).
На следующий день, несмотря на то, что VII корпус продолжал продвигаться на запад в Бретани к портам Брест и Лорьян, Брэдли приказал Паттону отправляться на восток с основными силами 3-й армии в прорванный немецкий фланг и войти во вражеский тыл. XV корпус США продвинулся на расстояние 121 километров в течение трёх дней, и к 7 августу они приблизились к Ле-Ману, бывшему месту нахождения штаба немецкой 7-й армии и важного транспортного центра.

## Немецкое командование и её решения
Генерал-фельдмаршал Гюнтер фон Клюге был верховным главнокомандующим на западе. После ранения в результате авианалёта союзников 17 июля генерал-фельдмаршала Эрвина Роммеля фон Клюге взял на себя также и непосредственное командование группой армии «B». 22 июля он предупредил Гитлера о неизбежности прорыва фронта, однако Гитлер приказал продолжать сдерживание.
Гитлер мог бы ещё и теперь, хотя обстановка сильно осложнилась, сделать положение сносным, если бы пошел навстречу настояниям фельдмаршала фон Клюге. Поскольку попытка не дать противнику возможность начать наступление с плацдарма провалилась, речь теперь могла идти лишь о том, чтобы избавить обе армии от грозившего им окружения, эвакуировать Бретань ради спасения оборонявшихся там дивизий и незамедлительно оставить всю Юго-Западную и Южную Францию. Тогда ещё, возможно, и удалось бы задержать продвижение противника на Сене или юго-восточнее её. Но Гитлер отдал прямо противоположный приказ, согласно которому Бретань или по крайней мере её порты следовало удерживать, группа армий «Г» должна была оставаться в Юго-Западной Франции и на французском побережье Средиземного моря, а пробитую противником брешь в районе Авранша надлежало закрыть контрударом. С этой целью приказывалось снять с фронта без всякой компенсации все танковые дивизии и, создав из них ударную группировку во главе с командующим 5-й танковой армией, сосредоточить её в районе Мортена с задачей ударом на Авранш отрезать прорвавшуюся 3-ю американскую армию от её тылов. В приказе особо подчеркивалось, что противник ни при каких обстоятельствах не должен был выйти на оперативный простор.
2 августа Гитлер направил фон Клюге директиву с приказом о «немедленном начале контрнаступления между Мортеном и Авраншем». Генерал Вальтер Варлимонт (заместитель начальника штаба при ОКВ) был направлен в штаб фон Клюге, чтобы проследить за выполнением приказа. Фон Клюге предположил, что у него нет никаких шансов на успех, и что немецкие войска в Нормандии должны отступить к реке Сена и развернуться на неповреждённых рубежах обороны к югу от Кан, однако 4 августа Гитлер немедленно приказал начать наступление. Он потребовал, чтобы восемь из девяти танковых дивизий в Нормандии приняли участие в атаке, а Люфтваффе должен использовать весь свой резерв, в том числе и 1000 истребителей. По словам Гитлера, подготовка данных частей должна была быть осуществлена для продолжения наступления. «Фон Клюге должен верить в успех. Он должен выделить достаточно бронетехники из главного фронта в Нормандии, чтобы создать эффективную ударную группировку, и тогда он добьется сюрприза».
Несмотря на то, что приказали ждать, «пока каждый танк, каждую пушку и каждый самолёт соберут», фон Клюге и генерал СС Пауль Хауссер (командующий 7-й армии, которая удерживала западную часть фронта) решили атаковать как можно скорее, прежде чем ситуация ухудшится. Главной ударною силою назначили XLVII танковый корпус под командованием генерала Ханса фон Функа. Вместо восьми танковых дивизий только четыре неполные смогли освободить от задач обороны и подготовить к операции: 2-ю танковую, 116-ю танковую, 2-ю танковую дивизию СС и части 1-й танковой дивизии СС, в общем количестве 300 танков. Танковые корпуса поддерживались двумя пехотными дивизиями, пятеро кампфгрупп, сформированных из остатков танковой учебной дивизии и четырьмя потрёпанными от боевых действий пехотными дивизиями.
Фон Клюге приказал начать наступление в ночь с 6 на 7 августа. Во избежание оповещения американских войск о начале наступления немцами не предпринималось подготовительной артиллерийской подготовки. Целью наступления было атаковать 30-ю пехотную дивизию, которую командовал генерал-майор Лиланд Хоббс, к востоку от Мортена, потом прорвать оборону американцев и достичь побережья. Если бы немцы достигли эффекта полной неожиданности, то наступление могло бы вполне завершится успехом,. Однако 4 августа декодеры союзников «Ультра» смогли перехватить и расшифровать все приказы и задачи предстоящей операции. В результате Брэдли, узнав о немецких планах внезапной атаки на его участке, смог получить авиаподдержку от 9-й воздушной армии и Королевских ВВС.

## Начало наступления
6 августа в 22:00 фон Функ сообщил о том, что его войска ещё не собраны, а командующий 116-й танковой дивизии «проявил беспорядок». На самом же деле Герхард фон Шверин (тот самый командующий) был настолько неуверен в успехе операции, что даже не приказал своим подчиненным подготовиться к наступлению. Эта задержка разъединила немецкие войска, и только на левом фланге фронта танковые войска СС смогли начать наступление, атаковав позиции 30-й пехотной дивизии к востоку от Мортена после полуночи. Немецкие документы, расшифрованные «Ультрой», в штаб Первой армии США попали с запозданием, в результате чего американцы недостаточно подготовились к отражению атаки. Германские войска довольно быстро захватили Мортен, однако не смогли пробить брешь в обороне 30-й дивизии, а 2-й батальон 120-го стрелкового полка удержал высоту 314 — важную цель в данной операции возле Мортена. Хоть они и были отрезаны, но всё же получали припасы с воздуха. Из 700 человек, оборонявших позиции до 12 августа, погибло более 300.
На севере, спустя несколько часов после начала операции, перешла в наступление 2-я танковая дивизия в направление на юго-запад в сторону Авранша. Ей удалось углубиться в американские позиции, пока её не остановили 35-я пехотная дивизия и основная боевая группа 3-й бронетанковой дивизии на расстоянии всего 3,2 км от Авранша. Немецкое командование приказало продолжать наступление до обеда, так что Авранш мог быть тогда взят.

### Авиаудары союзников
К полудню 7 августа туман разошёлся, и над полем поля появилась в большом количестве авиация союзников. В результате расшифровки документов «Ультрой» 9-я воздушная армия США была усилена 2-й тактической воздушной армией Королевских ВВС. Несмотря на заявление Люфтваффе, что немецкие войска будут иметь полную поддержку с воздуха, самолёты союзников быстро добились полного превосходства над Мортеном. Люфтваффе заявило, что его самолёты были вынуждены начать сражение с вражескими истребителями ещё во время взлета, из-за чего не смогли даже добраться до поля боя. Тем временем в открытом поле на востоке от Мортена немецкие панцеры стали подвергаться атакам с воздуха, в частности от ракет истребителей-бомбардировщиков Королевских ВВС Hawker Typhoon.
В счет уничтоженных целей в результате бомбардировок союзников в битве за Мортен принимались и заявления пилотов об уничтожении двухсот немецких танков. Однако последующее детальное обследование поля боя показало, что большинство уничтоженных танков были подбиты силами наземных войск, и что основной целью воздушных бомбардировок было уничтожение небронированых транспортных средств и живой силы во время наступления, а также принуждение немецких войск укрываться от налетов. Точность ракет и бомб союзных истребителей-бомбардировщиков позволяла поражать всего лишь единичные танки, но страх неопытных танкистов быть сожжёнными внутри танка из-за попадания ракеты или бомбы заставлял их спешно бросать свой транспорт во время авиаатаки. В одном британском исследовании обнаружили, что в среднем пилот «Тайфуна» при залпе из всех восьми ракет имел шанс попасть в цель размером с танк всего-лишь 4 %. Тем не менее ряд высших германских военных чинов придерживались мнения о решающей роли союзных ВВС в срыве германской атаки. Например, начальник штаба группы армий «B» Ханс Шпайдель вспоминал  "Непрерывные атаки союзников с воздуха по танковым силам вынуждали снова и снова откладывать день проведения этой атаки. Контрнаступление началось вскоре после полуночи, прежде чем военно-воздушные силы союзников смогли возобновить истребительные операции. Атака была успешной до рассвета. С рассветом боевые эскадрильи с ревом проносились над головой волнами, совершая быстрые, успешные налеты и сковывая все движения. Таким образом, военно-воздушные силы союзников были в состоянии одни сорвать танковую операцию с помощью хорошо скоординированной системы взаимодействия «земля — воздух» " . Почти то же самое пишет в своей книге последний командир полка « Дер Фюрер» и участник тех боев Отто Вайдингер «С рассветом вражеские штурмовики „Тандерболт“ и истребители, как всегда, господствовали в воздухе и, словно стервятники, набрасывались на атакующую колонну. В два штурмовых орудия попали выпущенные с самолётов ракеты, и они загорелись. Впервые массированное наземное наступление было остановлено исключительно ударами с воздуха.»

## Контрудар американцев
Весь день 7 августа американские войска продолжали наступление на юг недалеко от Вира на правом фланге немецкого наступления. 116-ю танковая дивизия, которая должна была наступать в этом секторе, фактически была отброшена. Во второй половине дня 1-я танковая СС и 116-я танковая дивизия предприняли очередную атаку, но они были остановлены на флангах позиций у Мортена, позволив VII корпусу США сдержать наступление немцев.
Тем временем Брэдли отправил две бронетанковые боевые группы против немецкого южного фланга. 8 августа одна из этих групп (из 2-й бронетанковой дивизии) атаковала две танковые дивизии СС с тыла. Хотя боевые действия возле Мортена продолжались ещё несколько дней, уже тогда не было никакой перспективы дальнейшего успеха немецких войск. Немцы отдали приказ перейти к обороне по всему фронту, но проблемы с связью и, в конечном итоге, запоздание данного приказа привели к тому, что войска не смогли выполнить его — некоторые немецкие части отступали, а другие готовились удерживать свои позиции.
Поскольку 1-я армия США контратаковала немецкие части возле Мортена, части 3-й армии Паттона беспрепятственно продвигались через открытую местность в тылу немецких войск, и взяли Ле-Ман 8 августа. В тот же день 1-я канадская армия атаковала ослабленные немецкие позиции к югу от Кана во время операции «Тоталайз» и угрожала прорваться к Фалезу, однако эта атака остановилась через два дня. В отчаянии Гитлер приказал возобновить с новой силой наступление на Мортен, и также потребовал, чтобы 9-я танковая дивизия, чуть ли не единственная, которая оборонялась от Паттона к востоку от Ле-Ман, отправилась в Мортен принять участие в новой атаке. Командующему танковой группы Запад Генриху Эбербаху приказали сформировать новую штаб-квартиру под названием «Танковая группа Эбербаха» для командования новым наступлением. Фон Клюге, который боялся, что он мог быть сочтен  гестапо причастным в покушении на Гитлера, согласился на этот самоубийственный приказ. Эбербах предлагал очередную контратаку, но из-за изменений ситуации на фронте она так и не была реализована.

## Последствия
К 13 августа после того, как немцы отступили с Мортена, немецкое наступление полностью остановилось. Танковые дивизии Вермахта потеряли больше 150 танков от контратак и бомбардировок союзников, почти ½ своего состава. Когда Гитлер приказал немецким войскам в Нормандии удерживать свои позиции, VII и XV корпуса США развернулись на восток и на север в сторону на Аргентан. Наступление Германии на западном направлении оставило 7-ю армию и Танковую группу Запад в опасности быть окружёнными войсками союзников. Как только американские войска захватили Аржантан, британские и канадские войска начали наступать на Фалез, угрожая отрезать обе немецкие армии в новообразованном Фалезском мешке.
Хотя американские потери в операции Lüttich были значительно меньше, чем в предыдущих операциях, на некоторых участках фронта, в частности, на позициях, занимаемые 30-й дивизией вокруг Мортена, американцы понесли огромные потери. К концу 7 августа почти 1000 человек из 30-й дивизии были убиты. Оценки американских потерь в период 6-13 августа варьируется от 2000-3000 погибших, с неизвестным количеством раненых.
14 августа, канадские войска начали операцию Трактэбл совместно с американскими войсками севернее Шамбуа. 19 августа бригада 1-й польской бронетанковой дивизии соединилась с силами 90-й пехотной дивизии. В результате около 50000 солдат немецких войск оказались в «мешке». К 21 августа попытки немцев деблокировать кольцо было сорвано, и все немецкие войска в «мешке» сдались союзным войскам, что фактически положило конец существованию немецкой 7-й армии.